# Partido Baaz Árabe Socialista (Irak)
El Partido Baaz Árabe Socialista - Región de Irak (en árabe: حزب البعث العربي الاشتراكي في العراق‎, romanizado: Ḥizb al-Ba‘th al-'Arabī al-Ishtirākī fī al-'Irāq), oficialmente la Rama Regional Iraquí, es un partido regional de ideología baazista árabe fundado en 1951 por Fuad al-Rikabi. Entre 1951 y 1966 formó parte del Partido Baaz original, cambiando su lealtad al movimiento baaz dominado por Irak tras la escisión interna de 1966. 
El partido gobernó Irak entre 1968 y 2003, primero bajo el mando de Ahmed Hasan al-Bakr y a partir de 1979 bajo Sadam Huseín, hasta la invasión del país en que su gobierno fue derrocado y el partido prohibido.

## Secretarios
- 1951-1960 - Fuad al-Rikabi
- 1960-1961 - Talib Hussein ash-Shabibi
- 1961-1963 - Ali Salih al-Sadi
- 1963-1964 - Hazim Jawad
- 1964-1979 - Ahmed Hasan al-Bakr
- 1979-2003 (de facto)/2006 (de iure) - Sadam Huseín
- 2007-2015 - Izzat Ibrahim ad-Douri
- 2015-presente - Tozad Agnirat

## Administración bajo Sadam Huseín

### Disciplina
El Partido Baaz inculcó disciplina de partido en sus miembros. Según una declaración del Consejo del Mando Revolucionario (RCC), «Se espera de los miembros del partido que inspiren a otros por su comportamiento ejemplar, sentido de la disciplina, consciencia política y voluntad de sacrificarse en los intereses del partido y del estado». Sadam era un gran creyente en la disciplina, y creía que detrás de cualquier fracaso se encontraba una falta de disciplina y organización. De acuerdo con esta visión, el partido emitió un sinnúmero de reglas y regulaciones para combatir la holgazanería, la corrupción y los abusos de poder. Aquellos miembros a los que se descubría que habían violado el código del partido eran degradados o expulsados del partido.

### Finanzas
El Partido Baaz estaba financiado por el RCC, el máximo órgano ejecutivo y legislativo del gobierno. Se requería a los miembros del partido pagar una cuota acorde a su posición. Por ejemplo, un miembro de apoyo pagaría 25 dinares iraquíes, mientras que un miembro de la rama pagaría 3.000 dinares. Las comisiones de sus socios eran importantes para el balance del partido. El liderazgo solía enfatizar la importancia de la capacidad financiera de sus miembros, y los alentaba a contribuir más de lo obligatorio al partido. Según Jawad Hashim, un exministro de Planificación y el Asesor Económico del RCC, Sadam dio al partido el 5 % de los ingresos del petróleo iraquí, anteriormente propiedad de la Fundación Gulbenkin. El razonamiento de Sadam era que, si ocurría un golpe y el Partido Baaz era expulsado del poder, como había ocurrido en noviembre de 1963, el partido necesitaría seguridad financiera para poder reclamar el poder. Según las estimaciones de Hasim, para 1989 el Partido Baaz había acumulado 10 mil millones de dólares estadounidenses en ingresos externos.

### Afiliación
Cuando el partido alcanzó el poder en la Revolución del 17 de Julio de 1968, se decidió incrementar la cantidad de miembros del partido para que pudiera competir con partidos opuestos ideológicamente, como el Partido Comunista Iraquí. Sadam tenía un plan claro, y el 25 de febrero de 1976 dijo: «Debe ser nuestra ambición hacer de todos los iraquíes en el país baazistas, o bien en afiliación al partido y creencia, o bien en solo lo último». En la década de los 90 Sadam cambiaría de idea y daría más importancia a que el partido tuviera una gran cantidad de miembros que a reclutar a gente que se adhiriera a la ideología baazista.
Al igual que la mayoría de partidos, los miembros del partido se organizaban de manera jerárquica. El jefe de una rama, división o sección era el Secretario General, responsable del secretariado. En lo más bajo se encontraba el simpatizante, un miembro que buscaba ascender en las filas del partido con el estatus de miembros activos, lo que podía costar entre cinco y diez años. En algunas provincias, al nivel más bajo de la jerarquía se le llamaba «actividad nacional», y podía costar entre dos y tres años alcanzar el nivel de «simpatizante». El informe al 10.º Congreso Nacional señalaba que «no es suficiente para un miembro creer en la idea del partido, sino que lo que se requiere es el compromiso total y no simplemente una afiliación política».

## Resultados electorales

### Elecciones presidenciales
| Elección | Candidato    | Votos      | %      | Resultado |
| -------- | ------------ | ---------- | ------ | --------- |
| 1995     | Sadam Huseín | 8,348,700  | 99.99% | Electo    |
| 2002     | Sadam Huseín | 11,445,638 | 100%   | Electo    |

### Elecciones parlamentarias
| Año electoral | Escaños | ±  |
| ------------- | ------- | -- |
| 1980          | 187/250 |    |
| 1984          | 183/250 | 4  |
| 1989          | 207/250 | 24 |
| 1996          | 161/250 | 46 |
| 2000          | 165/250 | 4  |